# Kosmos-2251
Kosmos-2251, (tiếng Nga: Космос-2251 nghĩa là Cosmos 2251), là một vệ tinh liên lạc Strela-2M của Nga. Nó được phóng lên quỹ đạo Trái Đất tầm thấp từ Địa điểm 132/1 tại Sân bay vũ trụ Plesetsk lúc 04:17 UTC ngày 16 tháng 6 năm 1993, bởi một tên lửa Kosmos-3M. Các vệ tinh Strela có tuổi thọ 5 năm và chính phủ Nga báo cáo rằng Kosmos-2251 đã ngừng hoạt động vào năm 1995. Nga sau đó đã bị The Space Review chỉ trích vì để một vệ tinh bỏ hoang trong quỹ đạo bị tắc nghẽn, hơn là khử nó. Đáp lại, Nga lưu ý rằng họ đã (và đang) không bắt buộc phải làm như vậy theo luật quốc tế. Trong mọi trường hợp, các vệ tinh KAUR-1 không có hệ thống đẩy.

## Phá hủy
Vào lúc 16:30 UTC ngày 10 tháng 2 năm 2009, nó va chạm với Iridium 33, một vệ tinh thuộc nhóm vệ tinh Iridium, trong vụ va chạm lớn đầu tiên của hai vệ tinh trên quỹ đạo Trái Đất. Vệ tinh Iridium, đang hoạt động tại thời điểm xảy ra vụ va chạm, đã bị phá hủy cùng Kosmos-2251. NASA báo cáo rằng một lượng lớn mảnh vỡ được tạo ra do vụ va chạm.